# Liste der Biografien/Arx
Liste der Biografien |
Portal Biografien |
Personensuche
# |
A |
B |
C |
D |
E |
F |
G |
H |
I |
J |
K |
L |
M |
N |
O |
P |
Q |
R |
S |
T |
U |
V |
W |
X |
Y |
Z |
?
 
Aa |
Ab |
Ac |
Ad |
Ae |
Af |
Ag |
Ah |
Ai |
Aj |
Ak |
Al |
Am |
An |
Ao |
Ap |
Aq |
Ar |
As |
At |
Au |
Av |
Aw |
Ax |
Ay |
Az
 
Ara |
Arb |
Arc |
Ard |
Are |
Arf |
Arg |
Arh |
Ari |
Arj |
Ark |
Arl |
Arm |
Arn |
Aro |
Arp |
Arq |
Arr |
Ars |
Art |
Aru |
Arv |
Arw |
Arx |
Ary |
Arz
Die Liste der Biografien führt alle Personen auf, die in der deutschsprachigen Wikipedia einen Artikel haben. Dieses ist eine Teilliste mit 24 Einträgen von Personen, deren Namen mit den Buchstaben „Arx“ beginnt.

## Arx
- Arx, Adrian von (1847–1919), Schweizer Jurist, Politiker und Autor
- Arx, Adrian von (1879–1934), Schweizer Politiker
- Arx, Benedikt von (1817–1875), Schweizer Politiker, Notar und Richter
- Arx, Bernhard von (1924–2012), Schweizer Schriftsteller
- Arx, Cäsar von (1895–1949), Schweizer Dramatiker
- Arx, Casimir von (1852–1931), Schweizer Politiker (FDP)
- Arx, Casimir von (* 1981), Schweizer Politiker (GLP)
- Arx, Ferdinand von (1868–1944), Schweizer Bauunternehmer und Politiker
- Arx, Hadwig von (1881–1970), Schweizer Lehrerin und Schriftstellerin
- Arx, Heinrich von (1802–1858), Schweizer Maler
- Arx, Ildefons von (1755–1833), Schweizer Mönch und Historiker
- Arx, Jan von (* 1978), Schweizer Eishockeyspieler
- Arx, Katharina von (1928–2013), Schweizer Schriftstellerin
- Arx, Maja von (1926–2003), Schweizer Grafikerin und Buchillustratorin
- Arx, Mirjam von (* 1966), Schweizer Journalistin, Filmproduzentin und Filmregisseurin
- Arx, Nina von (* 1969), deutsche Schauspielerin
- Arx, Paule d’ (* 1939), Schweizer Schriftstellerin
- Arx, Peter von (* 1937), Schweizer Grafiker, Plakatkünstler, Filmemacher und Kunstlehrer
- Arx, Reto von (* 1976), Schweizer EishockeyspielerReto von Arx (* 1976)

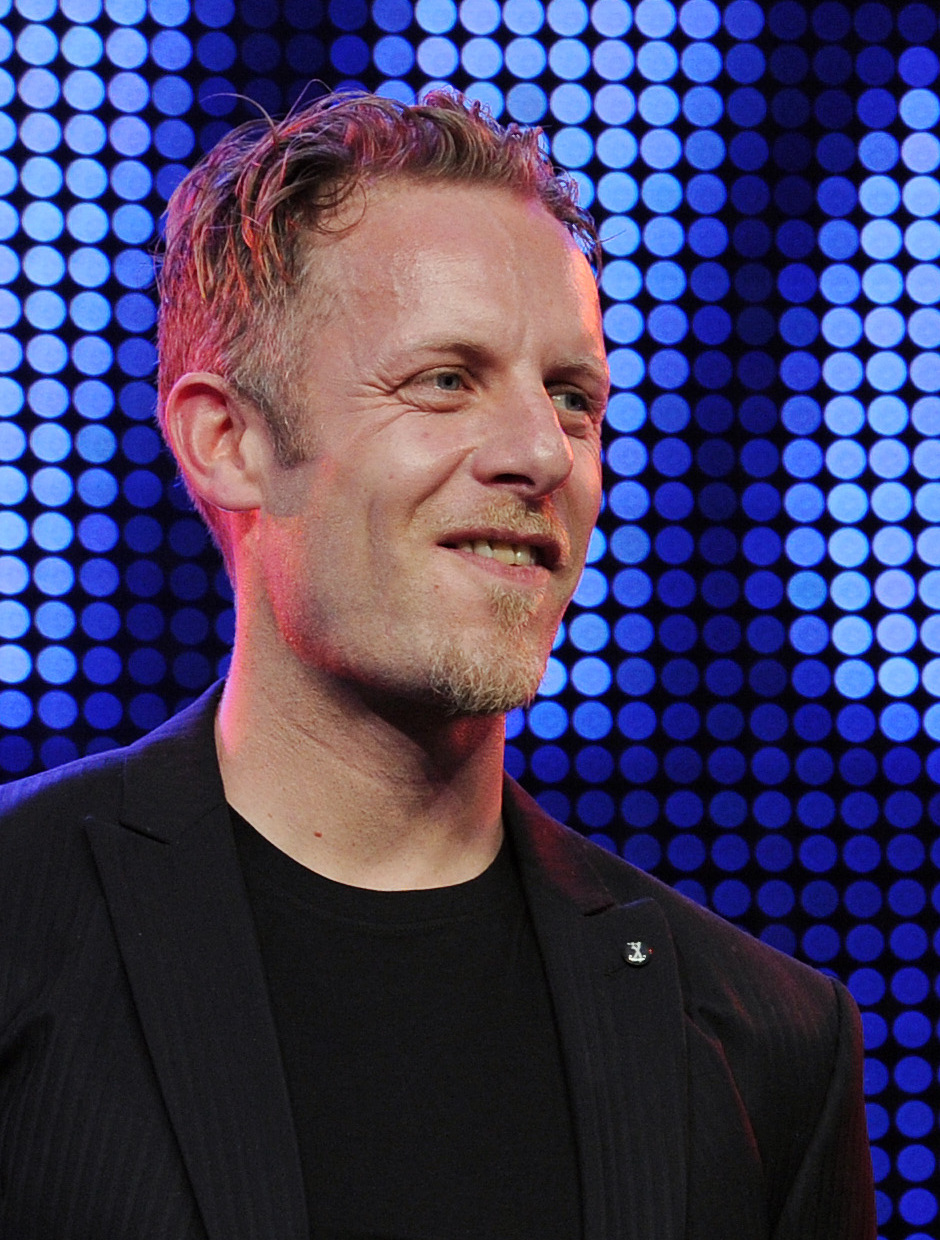
Reto von Arx (* 1976)

- Arx, Rudolf von († 1938), Schweizer Lehrer, Jurist und Politiker
- Arx, Thomas von (* 1984), Schweizer Politiker (SVP)
- Arx, Urs von (* 1943), Schweizer Hochschullehrer und altkatholischer Theologe
- Arx, Walter von (* 1936), Schweizer katholischer Theologe
- Arx-Zogg, Nini von (* 1907), Schweizer Skirennfahrerin